# Zbigniew Kostrzewa
Zbigniew Józef Kostrzewa (ur. 14 października 1934 w Lipsku) – polski polityk, lekarz i poeta, poseł na Sejm X kadencji.

## Życiorys
Ukończył studia na Wydziale Lekarskim Akademii Medycznej we Wrocławiu w 1963, zdobywając tytuł zawodowy lekarza medycyny. Zawodowo związany z Łowiczem, uzyskał specjalizację w zakresie otorynolaryngologii. Tamże pracował w Szpitalu Miejskim oraz był kierownikiem Wydziału Zdrowia i Opieki Społecznej Prezydium Powiatowej Rady Narodowej oraz Rejonowej Przychodni Lekarskiej PKP. Pełnił funkcję przewodniczącego Rady Naukowej Stacji Mazowieckiego Ośrodka Badań Naukowych w Łowiczu.
W 1989 uzyskał mandat posła na Sejm kontraktowy. Został wybrany w okręgu skierniewickim z puli Polskiej Zjednoczonej Partii Robotniczej, do której należał od 1968 do rozwiązania. Na koniec kadencji przewodniczył założonemu przez grupę parlamentarzystów PZPR Klubowi Niezależnych Posłów, nie ubiegał się o reelekcję. Zasiadał w Komisji Zdrowia oraz Komisji Nadzwyczajnej do zbadania sprawy importu alkoholi. W wyborach samorządowych w 2006 z listy komitetu Lewica i Demokraci bez powodzenia kandydował do rady powiatu łowickiego.
Autor tomików poezji, a także publikacji dotyczących historii i kultury Łowicza. Współpracował z „Wiadomościami Skierniewickimi” i „Służbą Zdrowia”. Członek Unii Polskich Pisarzy Lekarzy. Objął funkcję dyrektora literackiego łowickiego Muzeum Guzików.
W 1986 otrzymał Złoty Krzyż Zasługi.

## Wybrane publikacje
- Dzieje Łowicza w zarysie, 1986
- Guzik w literaturze, 2000
- Kuplety na recepcie, 2000
- Limeryki, 2003
- „‬Łowiczanin‪”. Z dziejów prasy łowickiej, 1986
- Łódzka wiosna poetów, 1975
- Pocałunek Judasza, 2005
- Poemat katyński, 2007
- Powroty, 2005
- Przekładaniec, 2003
- Spotkania ze słowem. In principio erat verbum, 2005
- Szalom, 1996
- Ślady rozmów. Wiersze z dedykacją, 2008
- Twarzą w twarz, 2000
- W gnieździe pelikana. Opowiadania łowickie, 2001
- Zapamiętać łzy, 1998
- Zarys historii łowickiej służby zdrowia w latach 1945–1973, 1981